# Peru nos Jogos Olímpicos de Verão de 1948
O Peru competiu nos Jogos Olímpicos de Verão de 1948, realizados em Londres, Inglaterra.